# Leverstock Green F.C.
Leverstock Green F.C. là một câu lạc bộ bóng đá đến từ Leverstock Green, Hemel Hempstead, Anh. Đội bóng được thành lập năm 1895 và gia nhập Hertfordshire County League Division Two năm 1954. Mùa giải 2014–15 đội bóng thi đấu tại Spartan South Midlands Football League Premier Division.